# 정승호
정승호(1956년 12월 27일 ~ )는 대한민국의 배우이다. 1975년 동랑극단 단원이 되면서 연극 배우로 데뷔하였다.

## 학력
- 한영고등학교
- 서울예술전문대학 연극학과 전문학사

## 경력
- 1975년 ~ 한국연극배우협회 회원
- 1975년 동랑극단 단원
- 1987년 미추극단 단원
- 2011년 금산세계인삼엑스포 홍보대사

## 연기 활동

### 텔레비전 드라마
- 1986년 MBC 《MBC 베스트셀러극장 - 바다는 비에 젖지 않는다》
- 1987년 MBC 《푸른교실》
- 1989년 MBC 《나비야 청산가자》 ... 영만 역
- 1990년 KBS2 《지구인》
- 1990년 KBS2 《머슴아와 가이내》
- 1991년 KBS2 《물의 나라》
- 1991년 KBS1 《춘보뎐》
- 1991년 KBS2 《그리고 흔들리는 배》
- 1991년 KBS2 《우리는 중산층》
- 1991년 KBS2 《형》
- 1992년 SBS 《해빙기의 아침》 ... 황규령 역
- 1992년 KBS2 《검은 자화상》
- 1993년 KBS2 《일월》
- 1993년 SBS 《한강 뻐꾸기》 ... 고상화 역
- 1995년 KBS2 《인연이란》
- 1996년 MBC 《덕혜》 - 소 다케유키 역
- 1996년 KBS2 《스타트》
- 1996년 SBS 《임꺽정》 ... 곽능통 역
- 1997년 MBC 《신데렐라》
- 1998년 MBC 《그대 그리고 나》
- 1998년 KBS2 《짝사랑》
- 1999년 MBC 《허준》 ... 장학도 역
- 2000년 KBS1 《민들레》
- 2000년 MBC 《비밀》
- 2000년 KBS2 《천둥소리》
- 2002년 KBS2 《골목 안 사람들》
- 2002년 KBS1 《제국의 아침》 ... 균여 역
- 2002년 MBC 《가리봉 엘레지》
- 2002년 MBC 《위기의 남자》
- 2002년 KBS1 《인생화보》
- 2003년 SBS 《당신 곁으로》 최 기사 역
- 2004년 MBC 《물꽃마을 사람들》 ... 김성환 역
- 2004년 KBS1 《불멸의 이순신》 ... 고니시 유키나가 (小西行長) 역
- 2004년 KBS2 《KBS 드라마시티 - 소나의 아름다운 빵집》
- 2005년 KBS2 《성장드라마 반올림》
- 2005년 KBS2 《황금사과》 ... 창한 역
- 2006년 KBS1 《강이 되어 만나리》 ... 박두칠 역
- 2007년 KBS1 《아름다운 시절》 ... 임춘삼 역
- 2007년 KBS2 《KBS 드라마시티 - 올디스 벗 구디스》
- 2008년 KBS2 《돌아온 뚝배기》 ... 안동팔 역
- 2009년 KBS2 《열혈장사꾼》
- 2010년 KBS1 《바람 불어 좋은 날》 ... 권이문 역
- 2010년 KBS2 《사랑하길 잘했어》
- 2011년 SBS 《싸인》 ... 고강식 역
- 2012년 tvN 《결혼의 꼼수》 ... 장덕팔 역
- 2012년 KBS2 《사랑아 사랑아》 ... 임춘삼 역
- 2013년 KBS2 《KBS 드라마 스페셜 - 불침번을 서라》 ... 송강자 남편 역
- 2013년 KBS1 《사랑은 노래를 타고》 ... 한주호 역
- 2014년 SBS 《달려라 장미》 ... 백명기 역
- 2015년 KBS2 《다 잘될 거야》 ... 강대호 역
- 2018년 KBS2 《파도야 파도야》 ... 김상만 역
- 2021년 KBS2 《미스 몬테크리스토》 ... 고상만 역
- 2021년 KBS2 《오케이 광자매》 ... 나치범 역

### 영화
- 1985년 《창밖에 잠수교가 보인다》 ... Mr. A 역
- 1987년 《토요일은 밤이 없다》 ... 종호 역
- 1987년 《우리는 지금 제네바로 간다》 ... 승호 역
- 1987년 《바람의 아들》
- 1988년 《깜동》 ... 박성지 역
- 1989년 《불의 나라》 ... 한길수 역
- 1990년 《물의 나라》 ... 한길수 역
- 1990년 《잠자리에 들 시간》 ... 기현 역
- 1991년 《유혹의 강》 ... 동엽 역
- 1991년 《여자는 추억 속에 집을 짓는다》
- 1991년 《러브 러브》 ... 소매치기 역
- 1995년 《비상구가 없다》 ... 나이트클럽 종업원 역
- 2002년 《나쁜 남자》 ... 손님 4 역
- 2003년 《은장도》 ... 콘도남 역
- 2008년 《동거, 동락》 ... 병석 부, 승록 역
- 2018년 《레슬러》 ... 전국체전 캐스터 역

### 연극
- 1980년 《리어왕》
- 1983년 《품바》
- 1987년 《지킴이》
- 2002년 《사랑손님과 어머니》 ... 옥희 큰 외숙부 역

### 뮤지컬
- 2015년 《봄날은 간다》 ... 동탁 역

## 연기 외 활동

### 텔레비전 프로그램
- 1990년 KBS2 《퀴즈탐험 신비의 세계》 ... 게스트 (1990.01.25)
- 2017년 KBS1 《아침마당》 ... 게스트 (2017.03.14)
- 2019년 KBS1 《아침마당》 ... 게스트 (2019.04.19)
- 2021년 OBS 《테마기행 두 바퀴로 만나는 세상》 ... 출연자 (2021.05.19.)

### 라디오 프로그램
- 2015년 EBS FM 《EBS 책 읽는 라디오 낭독 시리즈》

## 음반

### 비정규
- 1989년 《품바》 - 〈품바〉
- 2020년 《품바 2020》 - 〈힘빼고 살자〉, 〈힘빼고 살자 (Instrumental)〉

## 수상
- 1990년 KBS 연기대상 남자 신인상 (지구인, 머슴아와 가이내)
- 1991년 KBS 우수 프로그램 연기상 (우리는 중산층)

## 가족 관계
- 배우자 : 나세순
  - 아들 : 정원영 (1985년 1월 25일 ~ )
- 처형 : 나문희 (1941년 11월 30일 ~ )
- 처고모 : 나영균 (1929년 1월 1일 ~ )
- 처대고모 : 나혜석 (1896년 4월 28일 ~ 1948년 12월 10일)